# Karen Heinrich
Karen Heinrich född 15 augusti 1968, är en tysk före detta handbollsspelare. Hon blev världsmästare med Tyskland 1993.

## Karriär
Heinrich var storväxt hela 1,87 m lång och spelade främst i vänsternia. Hon började spela handboll i BSG Motor Falkensee, och spelade sedan för ASK Vorwärts Frankfurt/Oder och därefter för klubbens efterföljande klubbar BFV Frankfurt och Frankfurter HC. Under sin 13 år som hon spelade i Frankfurt vann hon Oberliga tre gånger och var dubbel mästare i östtyska cupen och vann EHF-cupen 1990.
Heinrich spelade för Tysklands damlandslag i handboll vid världsmästerskapet i handboll för damer 1993 i Norge. Hon användes som alternativspelare och deltog bara i tre av de sju matcherna och gjorde tre mål. Hon representerade Östtyskland före den tyska återföreningen och vann en bronsmedalj vid världsmästerskapet i handboll för damer 1990. Under sin landslagskarriär för de båda tyska lagen spelade Heinrich i sammanlagt 64 landskamper och gjorde 71 mål.

## Meriter i klubblag
- IHF Cup:

: 1990 med ASK Vorwärts Frankfurt/Oder
- Östysk mästare: Med ASK Vorwärts Frankfurt/Oder

: 1986, 1987, 1990
- Östtyska cupen med ASK Vorwärts Frankfurt/Oder

: 1985/86, 1989/90